# Cantone di Marcillat-en-Combraille
Il Cantone di Marcillat-en-Combraille era una divisione amministrativa dell'arrondissement di Montluçon.
A seguito della riforma approvata con decreto del 27 febbraio 2014, che ha avuto attuazione dopo le elezioni dipartimentali del 2015, è stato soppresso.

## Composizione
Comprendeva 13 comuni:
- Arpheuilles-Saint-Priest
- La Celle
- Durdat-Larequille
- Marcillat-en-Combraille
- Mazirat
- La Petite-Marche
- Ronnet
- Saint-Fargeol
- Saint-Genest
- Saint-Marcel-en-Marcillat
- Sainte-Thérence
- Terjat
- Villebret